# Lunnerenbach
Der Lunnerenbach (im Oberlauf auch Gruenhaldenbach oder Gruehaldenbach genannt) ist ein vier Kilometer langer linker Zufluss der Reppisch in den Kantonen Zürich und Aargau. Der Bach entwässert ein rund sechs Quadratkilometer grosses Gebiet und zählt neben dem Rummelbach und dem Wüeribach zu den wichtigsten Zuflüssen der Reppisch.

## Geographie

### Verlauf

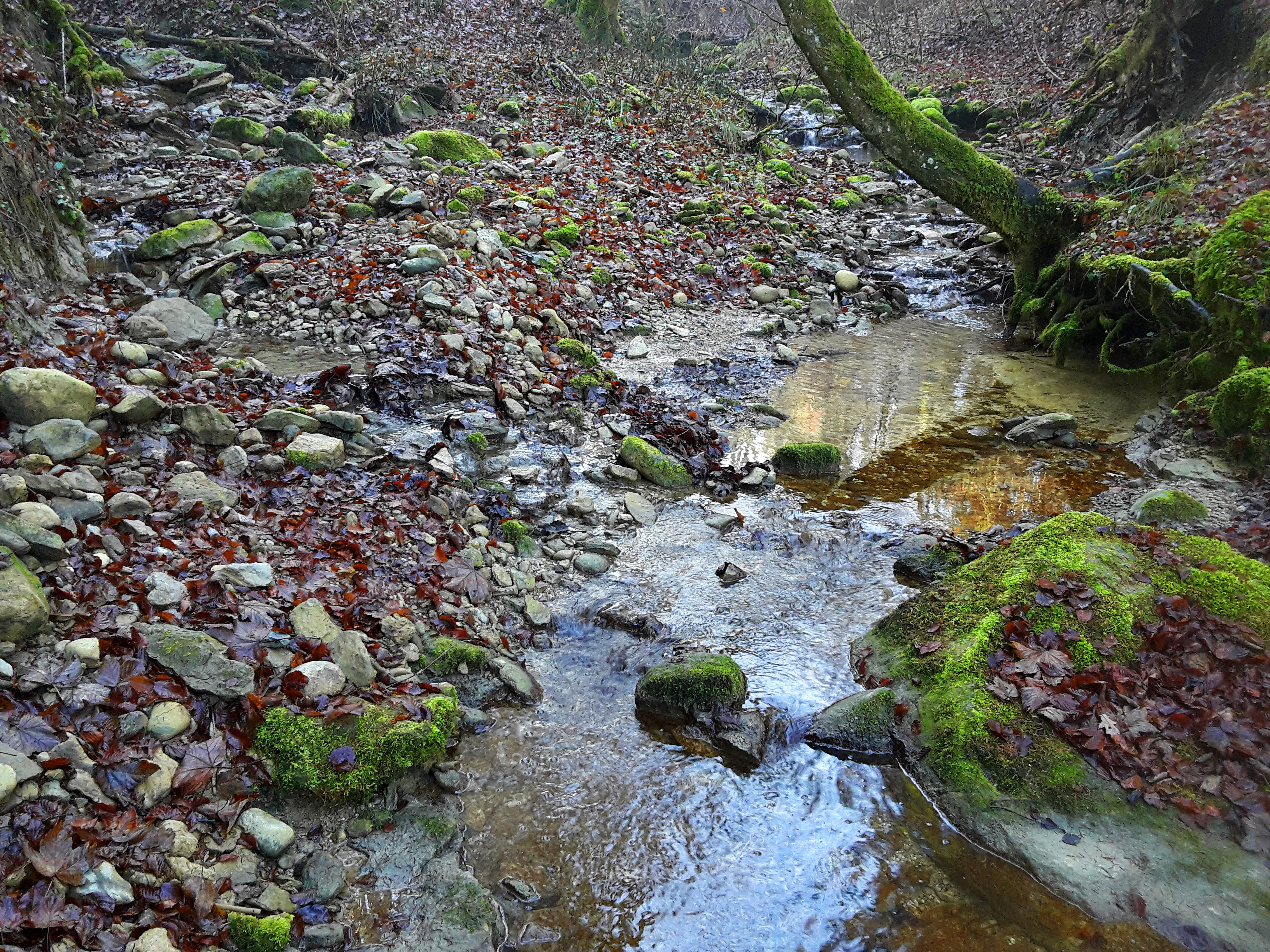
Mündung des grösseren Geissweidbachs (rechts) in den Lunnerenbach (von links)

Der Bach entspringt als Gruenhaldenbach auf einem Feld beim Hof Buechrüti auf dem Gemeindegebiet von Aesch. Die ersten rund 20 Meter, bis er Waldgebiet erreicht, verläuft er eingedolt. Er nimmt nun seinen linken Seitenarm auf und durchfliesst das Gruenhaldentobel, anfangs in nordwestliche, danach in nordöstliche Richtung. Hier bildet er für rund 420 Meter, bis zur Einmündung des Geissweidbächlis von links, die Grenze zwischen den beiden Kantonen. Der Bach tritt nun wieder auf Zürcher Gebiet über, wo er nur wenig später von links vom Lochmattbächli gespiesen wird. Er verlässt nun das Waldgebiet, wird aber meist von einem Waldsaum begleitet. Bei Vorderaltenberg fliesst ihm mit dem Höllbächli sein wichtigster Zufluss zu. Er unterquert nun die A4, durchfliesst nochmals ein Wäldchen und erreicht Birmensdorf. Hier macht er einen scharfen Bogen Richtung Nordwesten und mündet schliesslich parallel zum etwas grösseren Wüeribach in die Reppisch.

### Einzugsgebiet
Das Einzugsgebiet des Lunnerenbachs misst 5,92 km². An der Messstelle kurz vor der Mündung beträgt das Einzugsgebiet 5,5 km², wovon 2,8 km² landwirtschaftliche Fläche, 2,3 km² Wald und 0,4 km² Siedlungsfläche sind. Der höchste Punkt liegt auf 674 m ü. M. oberhalb von Lieli, der tiefste Punkt liegt vor der Mündung in Birmensdorf auf 460 m ü. M., was einer Differenz von 214 Metern entspricht. Im Norden liegt das Einzugsgebiet des Malefizgrabens und des Tobelbachs, im Osten das des Wüeribachs und seines Zuflusses, dem Aescherbach, welche alle ebenfalls in die Reppisch entwässern. Im Süden liegt das des Arnerbachs und im Osten die seiner Zuflüsse Erlihofbach und Widenbach, welche in die Reuss entwässern, sowie das des Rummelbachs, welcher ein Nebenfluss der Reppisch ist.

### Zuflüsse

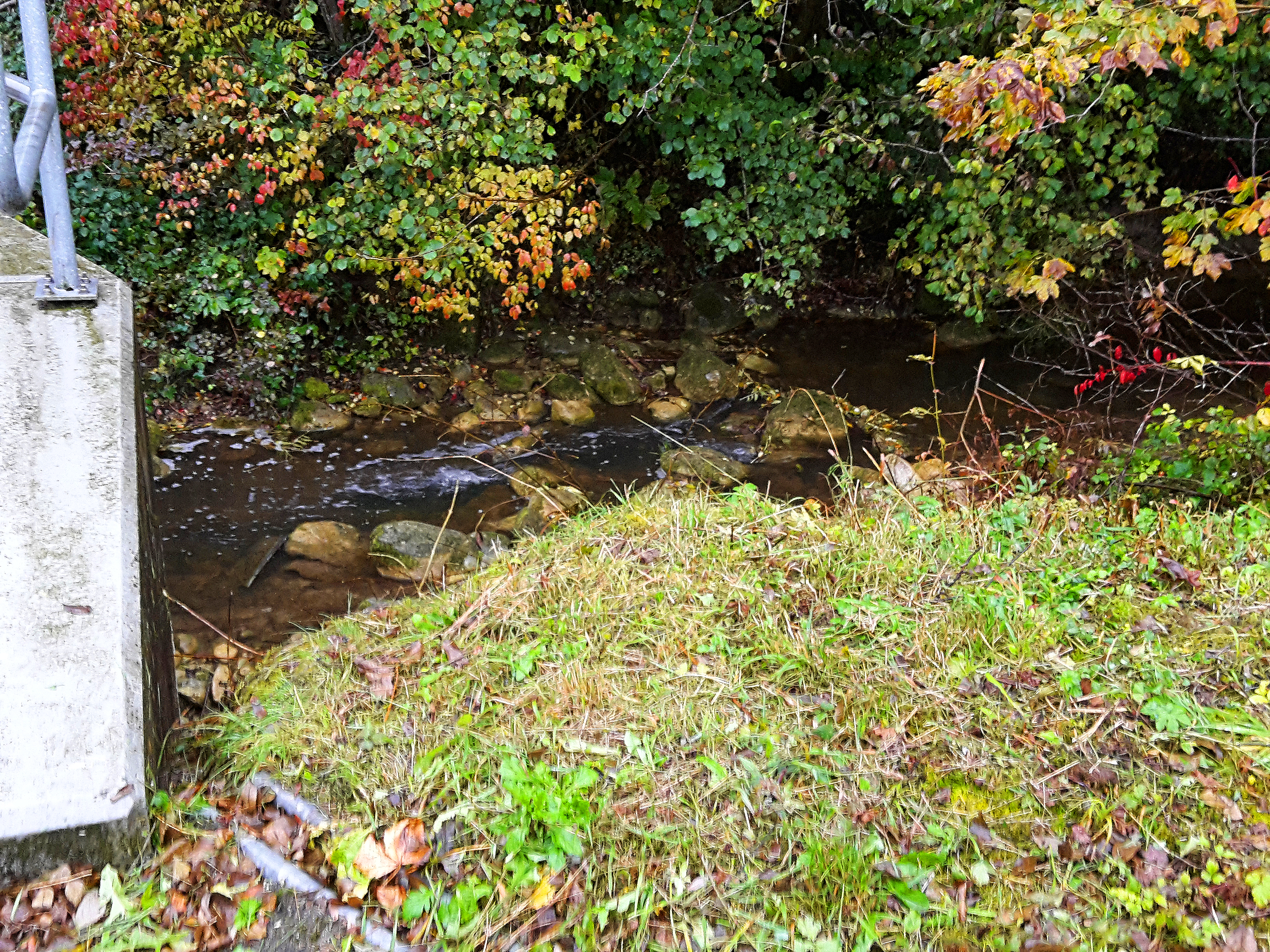
Lunnerenbach oberhalb von Birmensdorf

Direkte und indirekte Zuflüsse des Lunnerenbachs mit Länge und Mündungshöhe:
Lunnerenbach-Quelle (599 m ü. M.)
- linker Seitenarm (links), 66 m (593 m ü. M.)
- Geissweidbach, auch Tädikerbächli (links), 1,9 km (553 m ü. M.)
  - Chüestellibach (im Aargau Aescherbüel) (rechts), 0,47 km (586 m ü. M.)
  - Fronwald 2 (links), 0,15 km (585 m ü. M.)
  - Fronwald 1 (links), 75 m (585 m ü. M.)
  - Litzibuechermoos (links), 0,35 km (580 m ü. M.)
  - Chüewaldbach (im Aargau Gatter) (rechts), 1,1 km (579 m ü. M.)
  - Arnimatte (links), 0,67 km (575 m ü. M.)
- unbenannter Zufluss (rechts), 0,18 km (549 m ü. M.)
- Geissweidbächli (links), 0,11 km (547 m ü. M.)
- Lochmattbächli (links), 0,38 km (534 m ü. M.)
- Höllbächli (links), 1,7 km (510 m ü. M.)
  - Wasserfallenbächli (rechts), 0,15 km (565 m ü. M.)
  - Chlingentalbächli (links), 0,59 km (550 m ü. M.)
    - linker Seitenarm (links), 16 m (564 m ü. M.)

  - Hellbächli (rechts), 0,19 km (547 m ü. M.)
  - Rütirainbach (links), 0,72 km (523 m ü. M.)
    - Grossachergraben (rechts), 0,12 km (550 m ü. M.)
    - linker Seitenarm (links), 20 m (544 m ü. M.)

  - Hinteraltenbergbach (links), 0,48 km (517 m ü. M.)
    - Haberächerbächli (rechts), 0,13 km (537 m ü. M.)
- Hornweidbach (rechts), 0,92 km (507 m ü. M.)
  - linker Seitenarm (links), 0,11 km (563 m ü. M.)
- Vorderaltenbergbach (links), 0,32 km (505 m ü. M.)
- Schauberbächli (rechts), 0,16 km (500 m ü. M.)
- Stöffisweidbächli (rechts), 0,43 km (497 m ü. M.)
- Vorderes Steigbächli (links), 1,1 km (464 m ü. M.)

Lunnerenbach-Mündung (460 m ü. M.)